# Johan Stenberg (borgmästare)
August Johan Ludvig Stenberg, född 11 april 1874 i Stockholm, död 2 februari 1938 i Ystad, var en svensk borgmästare.
Stenberg, som var son till revisionskommissarie Gustaf Söderberg och Emma Söderberg, blev juris kandidat vid Uppsala universitet 1899, fiskal i hovrätten över Skåne och Blekinge 1908, hovrättsråd där 1912 och var borgmästare i Ystads stad från 1918 till sin död. Han var tillförordnad revisionssekreterare 1909–1910, biträde i generalstaben 1910–1911 samt i justitiedepartementet 1912 vid utarbetande av lagstiftning mot spioneri, ledamot och sekreterare i 1917 års lantmäterikommitté 1917–1919, inspektor för Kristianstads högre allmänna läroverk 1913–1917, ordförande i styrelsen för Ystad–Eslövs Järnvägs AB, Ystads saltsjöbad, Gust. Bong AB och i lokalstyrelsen för Ystads högre allmänna läroverk samt ombudsman i Ystads sparbank. Johan Stenberg är begravd på Norra begravningsplatsen utanför Stockholm.